# Selaginella viridangula
Selaginella viridangula är en mosslummerväxtart som beskrevs av Antoine Frédéric Spring. Selaginella viridangula ingår i släktet mosslumrar, och familjen mosslummerväxter. Inga underarter finns listade i Catalogue of Life.